# Romerillo (Chiapas)
Romerillo es una localidad del estado mexicano de Chiapas. Es parte del municipio de Chamula.

## Demografía
| Gráfica de evolución demográfica |
|                                  |

| Censo | Población |
| ----- | --------- |
| 1940  | 535       |
| 1950  | 498       |
| 1960  | 535       |
| 1970  | 648       |
| 1980  | 558       |
| 1990  | 967       |
| 2000  | 1 359     |
| 2010  | 1 310     |
| 2020  | 1 604     |